# Крестьянский семейный раздел в Российской империи
Крестьянский семейный раздел — дробление крестьянского хозяйства после смерти большака (то есть собственника этого хозяйства). Отличительной особенностью раздела было то, что нормы, регулирующие его, сильно отличались от местности к местности.
При разделе могло играть роль не только родство с умершим большаком, но и рабочие качества претендента на наследство: то, сколько труда им было вложено в это хозяйство, а так же то, способен ли он, при получении части хозяйства, платить с неё налоги.

## Терминология
В исследованиях социально-экономического характера всякое дробление крестьянского хозяйства с образованием отдельных самостоятельных семей назывались разделом. Между тем юридические механизмы данного процесса могли существенно различаться; при всем терминологическом разнообразии можно выделить несколько основных вариантов: «выдел», «раздел», «отдел» (он же — «отход»). «Выделом» называлось отделение отцом (главой хозяйства) сына в самостоятельное хозяйство; при этом наиболее значимые решения — и о проведении выдела, и размере выделяемого имущества полностью зависели от воли отца. «Разделом» же следует считать дробление хозяйства после смерти главы хозяйства; в таком случае действовали несколько иные правила — и в отношении самого факта проведения, и в отношении круга получавших имущество, и в отношении размера их долей. Наконец, «отдел» или «отход» — самовольный уход сына, в результате которого отец ему ничего не выделял.

## История
По мнению таких исследователей, как В. О. Ключевский и В. А. Александров община сильно трансформировалась под влиянием землевладельцев и необходимости платить налоги. Историографический анализ позволяет думать, что до XVI в. у русского крестьянства сложилось скорее наследственно-подворное право владения землей. Однако, чтобы обеспечить бесперебойное поступление налогов, а так же монопольное право помещиков на землю, государство оказывало огромное давление на общинное землепользование, в результате чего крестьянство проиграло борьбу за сохранение своих земельных прав и обычаев. Поэтому на протяжении XVII — первой половины XIX в. общинно-подворное землепользование трансформировалось в общинно-передельное. Община ради выполнения тяглых обязательств вынуждена была изменять свои понятия о земельном владении, в результате права отдельного двора все более подчинялись общинному, «коллективистическому», началу. Это привело к признанию права общины в той или иной мере распоряжаться землей крестьян и их семейными разделами.

К XVIII—XIX в. и до отмены крепостного права (а отчасти и после) государство, помещики и община старательно тормозили разделы у всех категорий крестьянства. Причины этого заключались в том, что большая неразделённая семья лучше обеспечивала выполнение сельскохозяйственных работ. Кроме того поддержка такой семьи обосновывалась тем, что в силу своей многолюдности и бо́льшей экономической успешности, она могла лучше обеспечить социальную поддержку слабых. Поэтому и помещичьим, и государственным крестьянам самостоятельный раздел прямо запрещался без соответствующего разрешения начальства — вотчинного или государственного. Запрет на раздел хозяйства, по мнению исследователей, присутствовал в помещичьих инструкциях постоянно, государство разделы полностью не запрещало, но всячески ограничивало. Помимо законов о порядке разделов, на сохранение неразделённых семей также работал Рекрутский устав, согласно которому поделившиеся семьи теряли льготу по отбыванию рекрутской повинности.

После реформы 1861 г., несмотря на широкие полномочия, оставленные общине, предоставление крестьянству юридической свободы неминуемо повлекло за собой увеличение экономической самостоятельности данного сословия, и общинный принцип владения землей постепенно стал уступать личному. Разделы получили большое распространение.

## Правовые механизмы
Одной из особенностей крестьянских семейных разделов была пестрота правил, по которым проходил раздел: на уровне общегосударственного законодательства было зафиксировано право крестьян пользоваться своими местными обычаями. В результате один и тот же вопрос мог решаться по-разному — и не только в различных регионах, но даже на уровне одной губернии.

Другой особенностью крестьянских семейных разделов было то, что их контролировала крестьянская община, и сами обычаи таких разделов отчасти сформировались на основе этой реалии крестьянского быта. Крестьянин владел общинной землей до тех пор, пока мог нести с нее тягло — другими словами, платить с нее налог. Если он не мог этого сделать, община имела право передать эту землю другому, поскольку ее члены законодательно были обязаны нести ответственность (т. н. «круговую поруку»
) за уплату налогов всеми членами общины. Поэтому крестьянин не мог своим завещанием или другим распоряжением передать общинную землю «нетяглому» члену семьи — такое его решение в глазах общины попросту было недействительно. В то же время, если крестьянин был зажиточным и мог докупить землю помимо общинной, то, во многих случаях, такая «купленная земля» рассматривалась как его личная собственность, и он мог распоряжаться ей индивидуально, вне зависимости от общины. То же касалось городского имущества, заработанного в отходе.

В результате такой раздел часто сильно отличался от раздела наследства, прописанного в законодательстве Российской империи для других сословий, что вызывало споры о том, как его оценивать с точки зрения юриспруденции.

Раздел мог производится как сразу после смерти большака, так и через некоторое время после нее. В первом случае, как правило, предполагалось равенство долей делящихся. Неравные доли чаще всего наблюдались: когда вклад братьев в хозяйство был принципиально различным или когда в крестьянском хозяйстве значимую роль играл отхожий промысел. В земледельческих же районах доминировал уравнительный принцип. Чаще в таком разделе принимали участие только кровные родственники, причем ближайшие устраняли последующих. В число участников раздела могли быть допущены и люди со стороны, например, зятья, принятые в семью (так называемые зятья влазни); как правило, их участие заранее (в момент принятия в семью) оговаривалось в специальном документе. Урожай чаще делился по числу душ.

При другом варианте раздела оставшиеся после смерти хозяина наследники откладывали раздел по тем или иным причинам (например, из-за запрета общины или малолетства наследников). В таких случаях хозяйство становилось совместной собственностью под управлением старшего в семье. Это могли быть, в зависимости от местности и обстоятельств, один из братьев — как правило, старший, или мать-вдова, иногда дядя. Такой большак мог как обладать всеми правами предыдущего большака, например, мать-вдова, во власти которой было принимать самостоятельное решение о разделе хозяйства, так и быть «временным большаком», которому остальные члены семьи обязаны были подчиняться до тех пор, пока не примут решение об обзаведении собственным хозяйством. «Временный большак» уже не обладал всеми правами прежнего хозяина по распоряжению совместным имуществом, он был лишь его хранителем до момента раздела. В отличие от прежнего хозяина — настоящего большака — ему воспрещалось продавать хозяйство (при некоторых исключениях). Также он не был властен ни над фактом раздела, ни над размерами долей — эти вопросы решались не по его воле, а по существующим в каждой области правилам.

В таком состоянии (в литературе эти структуры называют «братскими семьями») семья могла пребывать довольно длительный срок, в течение которого с ней могли произойти существенные изменения (один умер, другой занялся отходничеством, родились несколько детей, появился т. н. зять-«влазень» и т. д.). Все эти факторы могли если не кардинально изменить условия раздела, то существенно повлиять на его результаты — в зависимости от личного поведения, вклада в имущество и т. д. Именно при таком варианте индивидуальный вклад в совместное имущество учитывался и мог изменить соотношение долей.
Сход мог определять, разрешить или запретить раздел, главными критериями обычно были согласие большака и способность образовавшихся после раздела семей платить налоги. Участники раздела получали доли недвижимости и орудий труда, определяемые на сельском сходе и распределявшиеся по жребию.

 На сходе оценивается все имущество, и семья делает раздел имущества (бросая жребий). Собственно, члены схода не участвуют в распределении имущества. Это делают сами делящиеся, но на глазах схода … по жребию определяют все, и постройки, и инвентарь, и скот".
Часто при разделах крестьяне стремились сохранить дворовый хозяйственный комплекс в одних руках. Во многих местностях младший сын имел право на родительскую избу. Этот обычай сформировался и распространился потому, что зачастую в момент раздела старшие сыновья уже освобождались из-под власти отца и получали свою долю имущества через выдел, а младший по возрасту все еще оставался жить в родительском доме. Были и другие обычаи. Например, в Петербургской губернии двор мог оставаться в общем владении разделившейся семьи; в Пермской губернии зажиточные крестьяне исподволь старались выстроить отдельные жилища на случай ожидавшегося раздела, а в малодостаточных семьях оно оставалось в общем владении. В Вятской и Костромской губерниях при разделе братских семей дом оставлялся вдове умершего главы; в Тамбовской — старшему брату, в Рязанской вопрос решался жребием, причем во всех этих случаях выделившиеся получали материальную компенсацию на постройку себе жилища.

### Доля и имущество женщин
С точки зрения крестьян у женщины была своя, отдельная, собственность: её приданое. Это была личная собственность, которая рассматривалась как имущественное обеспечение женщины, входившей в новую семью, и как гарантия её обеспечения на склоне лет. У этого имущества был свой, особый, порядок наследования: если у женщины были дочери, после ее смерти оно передавалось им, если их не было — в некоторых местностях — мужу, в других — кровным родственникам женщины.
Но такое понимание женской собственности было одной из причин, по которой женщин, несмотря на высокую трудовую нагрузку, часто «отодвигали» при разделах. Как отмечал известный юрист В. Ф. Мухин: «двойственность порядка наследования в обычном праве обусловливается тем, что лица женского пола не считаются дольщицами семейного имущества и, кроме того, за ними признается право на особое, отдельное от семьи имущество».
Однако главной причиной неучастия в разделах была необходимость в будущем выплачивать налоги с разделяемой наследниками земли: по обычаю право на долю семейного имущества имел тот, кто мог возглавить хозяйство двора и обеспечить тягло (уплату налога), а, поскольку ведение крестьянского хозяйства требовало большой физической силы, которой у женщин, как правило, меньше, чем у мужчин, женщины традиционно не считались «тяглецами». Единственным исключением были вдовы с сыновьями — очевидно, предполагалось, что роль физической силы здесь могут взять на себя сыновья. Вдова главы крестьянского хозяйства («большака»), у которой были сыновья (или дочери, если они были замужем за т. н. «примаками»), во многих случаях обладала бо́льшими правами, чем у оставшихся в этом хозяйстве мужчин (обычно ее сыновей), поскольку после смерти мужа к ней переходили его права, в том числе власть руководить домочадцами. При этом она могла сохранить пожизненное главенство над хозяйством, и была правомочна отвечать за повинности, падавшие на двор. Сохранилось также немало решений различных общин о предоставлении льгот по несению тягла вдовам, оставшимся с малолетними детьми.
Неизменно за вдовами-матерями, возглавлявшими хозяйство, оставался решающий голос при выделении сыновей или полных разделах неразделенных семей. Сохранившиеся раздельные акты свидетельствуют, что мать, как и отец, могла «отделять» детей, «позволять» им разделиться, «награждать» их долей общего имущества. Утверждение таких разделов общинными сходами основывалось на «позволении» матери.
Древнерусская норма о возможности вдовы-матери пользоваться всем оставшимся после мужа имуществом прочно удерживалась в крестьянском быту при одном условии — распоряжение ею имуществом продолжалось не пожизненно, а лишь до тех пор, пока она фактически могла возглавлять хозяйство и управлять им.
В случае, если такая вдова решала осуществить полный раздел имущества и сложить с себя главенство, она имела право забрать из «общего котла» личное имущество — приданое (в том виде, в каком оно поступило в дом при выходе ее замуж или в форме компенсации) и плюс к этому получать со стороны детей обязательное обеспечение прожиточным минимумом. Если при этом такая вдова хотела жить самостоятельно, сыновья должны были обеспечить ее жильем. 
Повсеместно в малых семьях после смерти отца — главы семьи — мать-вдова оставалась во главе хозяйства при малолетних детях или в качестве единоличного распорядителя или под опекой родственников и иных членов общины. Если дети были взрослые, то по сведениям, собранным Министерством государственных имуществ в 1840-х годах и опубликованным в обработанном по отдельным губерниям виде Ф. Л. Барыковым главенство определялось по-разному. В Орловской губернии главенство в семье безоговорочно оставалось за матерью-вдовой, а в Нижегородской, Пермской, Казанской,  Калужской, Тверской, Курской, Пензенской, Оренбургской — за старшим сыном. По данным Тульской губернии вдова-мать оставалась во главе только в том случае, если в семье не было «надежного» мужчины. Чаще — в Архангельской, Вологодской, Новгородской, Псковской, Петербургской, Вятской, Костромской, Саратовской, Владимирской, Тамбовской губерниях — руководство хозяйством оставалось за матерью и сыном, обычно старшим.
В неразделенных семьях руководство чаще всего переходило или к брату покойного главы, или к старшему по возрасту — брату или сыну, однако были и другие варианты. В частности, в Олонецкой, Тверской, Орловской, Пензенской губерниях в случае малолетства братьев и сыновей хозяйством продолжала управлять вдова умершего.
Обеспечение матери-вдовы в той или иной форме обусловливалось обязательно.
Практически единственная разница между отцом-главой хозяйства и матерью-главой хозяйства была в том, что при полном разделе хозяйства между сыновьями престарелый отец, сложивший главенство, мог оставить себе его часть, а престарелая мать, сложившая главенство, оставляла только свое приданое (плюс какое-то обеспечение со стороны детей).
Если у вдовы были только дочери, семья могла принять к себе зятя-примака (другие названия «зять-приемыш» или «зять-влазень»), чтоб сделать хозяйство тяглоспособным. Одним из стандартных условий примачества было то, что зятья-примаки, как и родные дети главы хозяйства, не имели права самостоятельно инициировать выделы и разделы, не нарушив условия договора с родителями жены. За работу и послушание тёще (так же как и тестю, если тот был жив) такой зять после смерти родителей жены имел право участвовать в разделе их имущества наравне с кровными родственниками.
Бездетная вдова часто не получала определённой части семейного имущества, следовавшей её мужу, и возвращалась в родительский дом. Однако многое зависело от возможности платить налоги и, как следствие, от достатка: если бездетная вдова главы хозяйства прожила с ним длительный период и после его смерти могла платить налоги с земли, то она имела право отодвинуть от наследства всех родственников мужа, делаясь полной хозяйкой в доме и наследуя всё имущество, включая и земли.
В большинстве местностей, если отец не оставил завещания, после его смерти дочери получали долю из его имущества, только если у него не было сыновей. Если сыновья были, они и делили имущество, при этом были обязаны содержать своих сестёр до замужества, а также снабдить их приданым «по своему состоянию».
У сибирского крестьянства получил распространение обычай передачи не только женам, но и дочерям недвижимого имущества — земельных участков, с которых даже при отсутствии сыновей следовало нести тягло. В таких случаях общины стремились этого не допустить и передать основную часть наследства не женам и дочерям покойных тяглецов, а их родственникам мужского пола. Правда, это не всегда удавалось, и сибирские крестьянки отстаивали свои установившиеся права. Очевидно, в этом случае крестьянки обязывались нести тягло.

### Права членов семьи, неспособных нести тягло
Тот, кто в семье не мог возглавить и обеспечить тягло, не имел право на имущество при разделе, однако имел право на обеспечение существования. В первую очередь это касалось престарелых отца и матери, уже неспособных возглавлять хозяйство — они обладали бо́льшими правами, чем другие члены семьи. Незамужние или вдовые сестры, падчерицы, тетки, племянницы обладали только правом на жилье или единовременное обеспечение минимальнейшими средствами к самостоятельному существованию.Если перечисленные родственники оставались в составе семей, они на равных правах там питались, но если, особенно при разделах, желали жить самостоятельно, то им предоставлялась эта возможность и они обеспечивались минимальным для того имуществом.
Учитывая многообразие семейных отношений и экономического уровня семей здесь могли возникать самые разные варианты обеспечения нетяглых 
 членов семьи.
Обеспечение дочерей или сестер, если они по возрасту или каким-либо физическим недостаткам не могли выйти замуж, но хотели жить самостоятельно, несколько даже расширялось. Те же обязательства сохранялись за племянниками в отношении теток. Так, например, в 1781 г. братья Тякины, разделяя родительский дом между собой, решили сестре и тетке, если они пожелают жить отдельно, из «общего капитала» выстроить на тяглой своей земле «келью с особливым покоем» и «наградить» скотом, хлебом и платьем «без всякой обиды». Небогатый крестьянин Елизар Стрюков в 1815 г. при разделе с двумя сыновьями оставил за собой половину дворового участка и перебрался жить в «келью» вместе с дочерью. За собой он оставил корову и ягнят, третью часть огорода, «капустника» (т. е. огорода, засаженного капустой) и запаса зерна. Сыновья единовременно выдали отцу 50 руб. и каждый обязался платить ему и сестре до их смерти «пензию» по четверти ржи в год, засевать по полчетверика льна и обеспечивать скот сеном и соломой. После смерти Елизара его часть двора, «келья» и скот должны были остаться дочери, а сыновьям до этого имущества «никому дела нет» (то есть это имущество сестры, братья не имеют на него права).
В сложном материальном положении в неразделенных семьях оказывались невестки — солдатки или вдовы (не глав семьи), оставшиеся с дочерьми, а тем более бездетные. По общинному мнению, невестки, оставшиеся с девочками, все же заслуживали обеспечения. Так, известны решения, согласно которым свёкры обязывались «в награждение и на воспитание» девочек обеспечить невесток «кельями», коровами и зерном.
Существенно облегчалось положение бездетных невесток, если их покойные мужья имели какое-то имущество вне родной деревни, приобретенное в отходе. На такое имущество они обладали с деверями равными правами, что, разумеется, отражалось на условиях их раздела. Так, в 1806 г. в селе Никольском при разделе Фрола Андреева с невесткой Федорой Васильевой деверь в течение года обязывался построить ей на своей земле «порядочную келью»; выдать более 12 четвертей разного зерна и корову; со своей стороны Федора отдавала Фролу и свекрови часть одежды своего мужа (тулуп, шелковый кушак, шляпу, кафтан, шесть овчин). Весь же «нажиток» ее мужа в Петербурге делился пополам между Федорой и Фролом.
В 1814 г. деверь Федосей Борисов на своеобразных условиях обусловил существование вдовы-невестки; он обязывался уплатить долг ее мужа, а ей отделял небольшую часть дворового участка, огораживал ее, ставил там «келью» с небольшой горенкой и сенцами, обязывался невестку Катерину одевать, обувать и высевать по 1,5 четверика льна на ее нужды. На этих условиях она могла жить пять лет, после чего должна была или платить за жилье или уйти, получив от деверя две четверти ржи и одежду покойного мужа.
В иных случаях бездетные солдатки и вдовы зачастую могли рассчитывать только на свое приданое.
Обеспечение со стороны пасынков могло распространяться на их овдовевших мачех, если те не имели детей мужского пола. Обычно эта обязанность письменно оговаривалась при женитьбе их отцов на их мачехах.
Отсутствие прав на имущество касалось только собственно раздела при отсутствии завещания. Индивидуально — обычно по завещанию — крестьяне могли отписывать свое имущество любым членам семьи (это касалось всего, кроме общинной, то есть тяглой земли). Если хозяин крестьянского хозяйства был зажиточным и имел дополнительно купленную землю (то есть такую, которую не контролирует община) он мог ее завещать или дать в приданое родственницам — женам, дочерям, сестрам, свояченицам, внучкам и так далее. При разделах или по завещанию такой землей обеспечивали существование одиноких женщин. Некоторые духовные письма и завещания создают реальное впечатление того, что крестьяне, не имевшие в семье наследников мужского пола, вовсе не были связаны представлением о каком-либо приоритете в наследовании родственных линий или мужчин над женщинами и, не придерживаясь при передаче имущества в иные руки принципа близости родства, исходили или из личностных оценок возможных наследников, или оставляли свое добро проживавшим с ними, минуя более близких себе по родству людей. Например, В 1811 г. по «духовному расписанию» богатого крестьянина Ивана Алексеева весь его двор и 500 руб. оставлялись проживавшей с ним дочери — девице; другая, замужняя дочь получала 200 руб, а двоим выделенным сыновьям оставлялись только поручения о передаче 400 руб. в церковь и раздаче на поминовение души отца 1000 руб. Точно так же поступил в 1815 г. Трофим Нащекин. Он завещал дом и небольшое хозяйство дочери и невестке с внучкой, а своих выделенных сыновей обязывал в случае необходимости позаботиться об их сестре. Одновременно там же престарелый Данило Федоров, по «завещательном условию», своей снохе — солдатке Ефимке Григорьевой, перешедшей жить к нему и его «призирать во всякой исправности», обещал владение домом и всем имуществом «мимо» любого возможного наследника.
К середине XIX века во многих местностях нормы обычного права стали меняться под влиянием писаного (гражданского) права. Так, матери, отделяясь от сыновей, бездетные вдовы, выделяясь из семей братьев мужа, а также незамужние сестры, обособляясь от братьев, получали 1/4 часть движимого и 1/7 недвижимого имущества (Саратовская, Курская, Казанская губернии; в Вятской губернии эти доли полагались мачехе от детей ее мужа); в Рязанской губернии матерям и бездетным вдовам выделялась общая 1/7 часть всего имущества. И так далее.
Так же — очень редко — но бывало, что «нетяглый» член семьи — например, немолодая незамужняя девушка — становился главой крестьянского хозяйства («большаком»). Так, этнограф Богаевский П. М. сообщал о случае в Сарапульском уезде, когда незамужняя девушка («отцова сестра») выполняла роль главы такого хозяйства (по-видимому, из нее получился очень умелый руководитель хозяйства, раз семья признала её им).

### Доля некровных родственников
Участие в разделе некровных родственников — в большинстве случаев приемных детей и зятьев-примаков (другое название «зятья-влазени» или «зятья-приёмыши») в основном выглядело так: они получали полный земельный пай и уменьшенный — в остальном имуществе. Равная доля обеспечивалась либо заранее заключенным специальным договором, либо длительной работой в новой семье.
Рассматривая акты конца XVI—XVII в., в которых фиксировались условия приема в дом зятя-примака (поемные, приемные, поступные, складные), нетрудно заметить, насколько подробно оговаривались взаимные обязательства в ведении хозяйства, поведении и имущественных отношениях. Когда интересы невесты представляли ее родители — отец или, если его уже не было в живых, мать, то договор заключался между ними и либо женихом, либо его родителями или братьями. Стороны обязывались жить «в любви и совете», примак должен был чтить родителей жены как своих собственных до самой смерти, быть у них в «послушании», всякие работы выполнять, не прекословя, а отец примака-сына «ни для какой своей работы прочь не отзывать». В документе перечислялось имущество примака, которое он приносил с собой в качестве приданого, и оговаривались его права на имущество дома, куда он входил. За обеими сторонами сохранялась возможность разойтись, если «совет» в семье нарушался, но, как правило, страдательной стороной в таком случае оказывался примак. По этим актам примак часто приобретал имущественные права в новой семье только по прошествии заранее оговоренных лет; если «совет» нарушался до их истечения, то примак мог даже лишиться своего принесенного добра. В тех случаях, когда договор заключался между примаком и вдовой или даже ее малолетними детьми, то большое внимание уделялось материальному обеспечению этих детей. Примак обязывался их воспитать, не растерять имущества и затем разделить его между собой и своими воспитанниками.
Иногда, даже несмотря на заключенный договор, при разделе примака могли начать «теснить» кровные родственники наследодателя. Так, этнограф М. Н. Харузин (написавший книгу про казаков, у которых было много общих с крестьянством традиций) уже в конце XIX веке сообщал:

По смерти тестя зятя нередко теснят дети покойного; так, например, если зять-приемыш захочет женить своего сына, то шурья отказываются помогать ему, говоря: «Твой сын — твой долг: справляй как хочешь». Впрочем, если по смерти отца шурья ничего не дают, то зять может требовать в суде уплаты за годы его работы в семье (в Пятиизбянской станице, например, по 100 руб. в год). Поэтому шурьям выгоднее поделиться с ним «на любках» [т. е. по любви]. 
Очевидно, явление утеснения зятя кровными родственниками было известно и раньше, поскольку иногда оно предусматривалось уже в более ранних договорах. Например, в двух датируемых 1810 г. «письмах» содержалось дополнительное условие, которое должно было укрепить владельческие права зятя и его жены на имущество; в одном случае, если родственники тестя после его смерти начали бы примака «из пожитков теснить», то обязаны были заплатить ему огромную сумму — «за пожилые годы (то есть за годы, прожитые зятем в семье тестя) деньгами по сту рублей за каждой год» и добиваться своих претензий только через государственный суд. По другому акту вдова оберегала права зятя и дочери от покушений родственников и соседей еще более высокой «неустойкой» — 150 руб. за каждый прожитый ими совместно год. Договорные условия, зафиксированные в этих актах часто много позже свадьбы, взаимоуважительны и не допускали возможности их расторжения.
При принятии приемных детей в семью тоже часто заключали некие письменные условия. М. Н. Харузин сообщает, что: «В некоторых местностях мне говорили, что письменные условия заключаются только в том случае, если у усыновителя есть родственники, которые по смерти последнего могут обидеть усыновленного». И приводит пример такого условия, в котором заранее оговаривается, что приемные родители, Илья Иванков и жена его Анна Владимировна, определяют приемному сыну, трехлетнему Никону, «в вечное и потомственное владение все движимое и недвижимое имение их, которое остается по их смерти».

## Причины и последствия разделов
После смерти главы крестьянской неразделённой семьи у этой семьи было два пути: разделиться или продолжать существование под властью нового главы. Первый путь был не всегда возможен из-за контроля общины (и помещика, если крестьяне были крепостными), а также по экономическим соображениям. Поэтому далеко не всегда раздел для семьи был очевидным решением. Если он происходил, в качестве причин часто указывали неравномерность личного заработка (видимо, в селениях с развитым отходничеством), неравенство семей, тесноту жилища, нежелание подчиняться власти «временного большака» — брата, а не отца. В целом можно сказать, что крестьянские семьи стали чаще делиться когда неразделённая семья перестала быть необходимостью.

Немаловажную роль играл и женский фактор. Особенно это касалось положения невесток: как правило, в неразделенной семье они, как пришедшие со стороны, «чужие» основной массе людей в семье, оказывались в ущербном положении. Если в «малой» семье жена могла в той или иной степени компенсировать придирки и дискриминацию своими личными волевыми качествами, то в неразделённой семье это было бы практически нереальным. В случае же раздела жена сама становилась «большухой» — со всеми вытекающими преимуществами. Поэтому замужняя крестьянка могла желать раздела в большей степени, нежели ее муж.

Экономические последствия разделов неоднозначны: вероятны были как варианты последующего роста, так и ухудшения («как поделились, так и разорились»). Зачастую крестьяне при разделе получали недостаточно имущества для эффективного ведения хозяйства. Небольшой процент крестьянства в результате разделов теряли землю. Например, в старожильческих хозяйствах Томской губернии в начале XX в. 18,9 % семей, численностью до 3 человек, образовавшихся путём раздела, не имели собственной запашки, в хозяйствах переселенцев там же количество таких семей составило 27 %.

В неразделенной семье люди часто жили вместе не по желанию, а и тогда, когда такого желания давно не было — потому что не было возможности разделиться. После раздела в такой семье значительно улучшался психологический климат. Современник великих реформ Ε. И. Якушкин писал:

С распадением «больших» семей, с сокращением безграничной прежде власти главы семьи положение крестьянской женщины стало менее тягостным, отношения мужа к жене смягчились и сделались более нравственными. 